# Prionolejeunea
Prionolejeunea là một chi rêu trong họ Lejeuneaceae.